# كرة القدم في إيطاليا
كرة القدم في إيطاليا (بالإيطالية: Calcio in Italia)‏ هي الرياضة الأكثر شعبية في إيطاليا. يعتبر المنتخب الإيطالي لكرة القدم من أفضل المنتخبات الوطنية في العالم. لقد فازوا بكأس العالم أربع مرات (1934، 1938، 1982، 2006)، خلف البرازيل (5)، الوصيف في نهائيين (1970 ، 1994) والحصول على المركز الثالث (1990) والمركز الرابع (1978). فازوا أيضًا ببطولتين أوروبيتين (1968 و2020)، وظهروا أيضًا في نهائيين (2000 ، 2012)، واحتلوا المركز الثالث في كأس القارات (2013)، وفازوا ببطولة أولمبية لكرة القدم (1936) وكأسين دوليين لأوروبا الوسطى (1927) –30 و 1933–35).
يعتبر الدوري الإيطالي، أحد أشهر الدوريات الرياضية المحترفة في العالم. فازت الأندية الإيطالية بـ 48 بطولة أوروبية كبيرة، مما يجعلها ثاني أكثر الدول نجاحًا في كرة القدم الأوروبية. يحتوي دوري الدرجة الأولى الإيطالي علي ثلاثة من أشهر الأندية في العالم يوفنتوس وميلانو وإنتر، وجميعهم من الأعضاء المؤسسين لمجموعة 14، وهي مجموعة تمثل أكبر وأعرق أندية كرة القدم الأوروبية؛ كانت دوري الدرجة الأولى الإيطالي هي الدوري الوحيد الذي أنتج ثلاثة أعضاء مؤسسين.
المدربون الإيطاليون هم الأكثر نجاحًا في كرة القدم الأوروبية، خاصة في مسابقات مثل دوري أبطال أوروبا. فاز عدد أكبر من اللاعبين بجائزة الكرة الذهبية أثناء اللعب في الدوري الإيطالي أكثر من أي دوري آخر في العالم، باستثناء الدوري الأسباني.

## التاريخ
لعبت أشكال أخرى من كرة القدم في إيطاليا في العصور القديمة، وأولها كانت لعبة هارباستوم، التي كانت تُلعب في زمن الإمبراطورية الرومانية. قد تكون هذه اللعبة مؤثرة أيضًا على أشكال أخرى في جميع أنحاء أوروبا بسبب توسع الإمبراطورية، بما في ذلك كرة القدم في العصور الوسطى. من القرن السادس عشر فصاعدًا، تم لعب كالتشيو فيورنتينو، وهو رمز آخر لكرة القدم متميز عن اللعبة الحديثة، في ساحة سانتا كروتشي في فلورنسا. كان بعض اللاعبين الفلورنسيين المشهورين من بين لاعبي اللعبة، ولا سيما عائلة ميديتشي بما في ذلك بييرو ولورنزو وأليساندرو دي ميديشي. وكذلك الباباوات مثل كليمنت السابع وليو الحادي عشر وإربان الثامن  الذين لعبوا اللعبة في الفاتيكان.

### ولادة كرة القدم الإيطالية في تورينو وجنوي
تم إحضار الشكل الحديث للعبة إلى إيطاليا خلال ثمانينيات القرن التاسع عشر. قام إدواردو بوزيو، وهو تاجر عامل في صناعة النسيج البريطانية، بزيارة إنجلترا وتجربة اللعبة. عاد إلى تورينو عام 1887 وكان لديه الدافع للمساعدة في نشر كرة القدم في وطنه. أسس أول نادٍ لكرة القدم في إيطاليا - نادي تورينو لكرة القدم والكريكيت - في ذلك العام، وسرعان ما تبعه نوبيلي تورينو («نبلاء تورينو»). حمل النادي الثاني اسم النبيل لأنه احتوى على دوق أبروتسي وألفونسو فيريرو دي فينتيميليا. اندمج الاثنان في عام 1891 ليشكلوا نادي تورينو.
تأسس نادي جنوي للكريكيت وكرة القدم، كنادي كريكيت لتمثيل إنجلترا في الخارج، من قبل الإنجليز في عام 1893. وبعد ثلاث سنوات في عام 1896 وصل رجل يُدعى جيمس ريتشاردسون سبينسلي إلى جنوي وقدم قسم كرة القدم بالنادي، وأصبح أول مدير له.

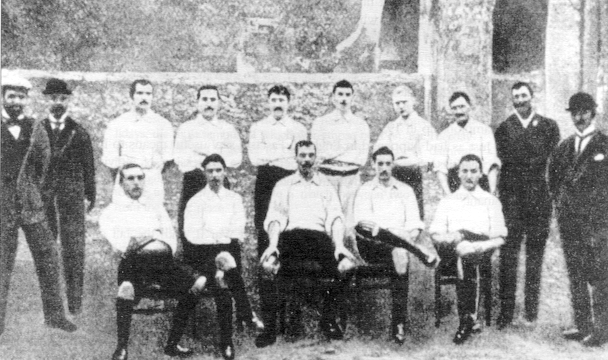
جنوي، أول فائز ببطولة كرة القدم الإيطالية حديثي الولادة عام 1898

بحلول عام 1898، تم تشكيل الاتحاد المنافس الاتحاد الإيطالي لكرة القدم، وكان مركزه في الأصل في تورينو وأول رئيس باسم ماريو فيكاري. أنشأ الاتحاد الدولي لكرة القدم بطولة كرة القدم الإيطالية مع وجود أربعة أندية مؤسِّسة؛ جنوي، نادي تورينيسي، جيناستيكا تورينو وإنترناسيونال تورينو. أقيمت منافستها الأولى في فيلودرومو أومبرتو الأول في تورين في 8 مايو 1898، وفاز بها جنوي.
في السنوات التالية، تم تنظيم البطولة المسماة الفئة الأولى في مجموعات إقليمية حيث يشارك الفائزون من كل مجموعة في مباراة فاصلة مع إعلان الفائزين النهائيين أبطالًا. حتى عام 1904، سيطر نادي جنوي على البطولة، حيث فاز بستة ألقاب في 7 سنوات. بين عامي 1905 و 1908 تنافست المجموعة النهائية بين الأبطال الإقليميين لمنح اللقب وكأس سبينسلي. فاز يوفنتوس بأول لقب له وكأس سبينسلي في عام 1905، لكن ميلان فاز بالبطولتين التاليتين.

### انقسام البطولة
في نوفمبر 1907، نظم الاتحاد الدولي لكرة القدم بطولتين في نفس الموسم:
- البطولة الإيطالية، البطولة الرئيسية حيث يُسمح فقط للاعبين الإيطاليين باللعب؛ سيتم إعلان الفائزين أبطال إيطاليا وسيتم منحهم كأس بوني
- البطولة الفيدرالية، وهي بطولة ثانوية حيث يُسمح أيضًا للاعبين الأجانب باللعب؛ سيتم إعلان الفائزين الأبطال الفيدراليين وسيتم منحهم كأس سبينسلي[8]

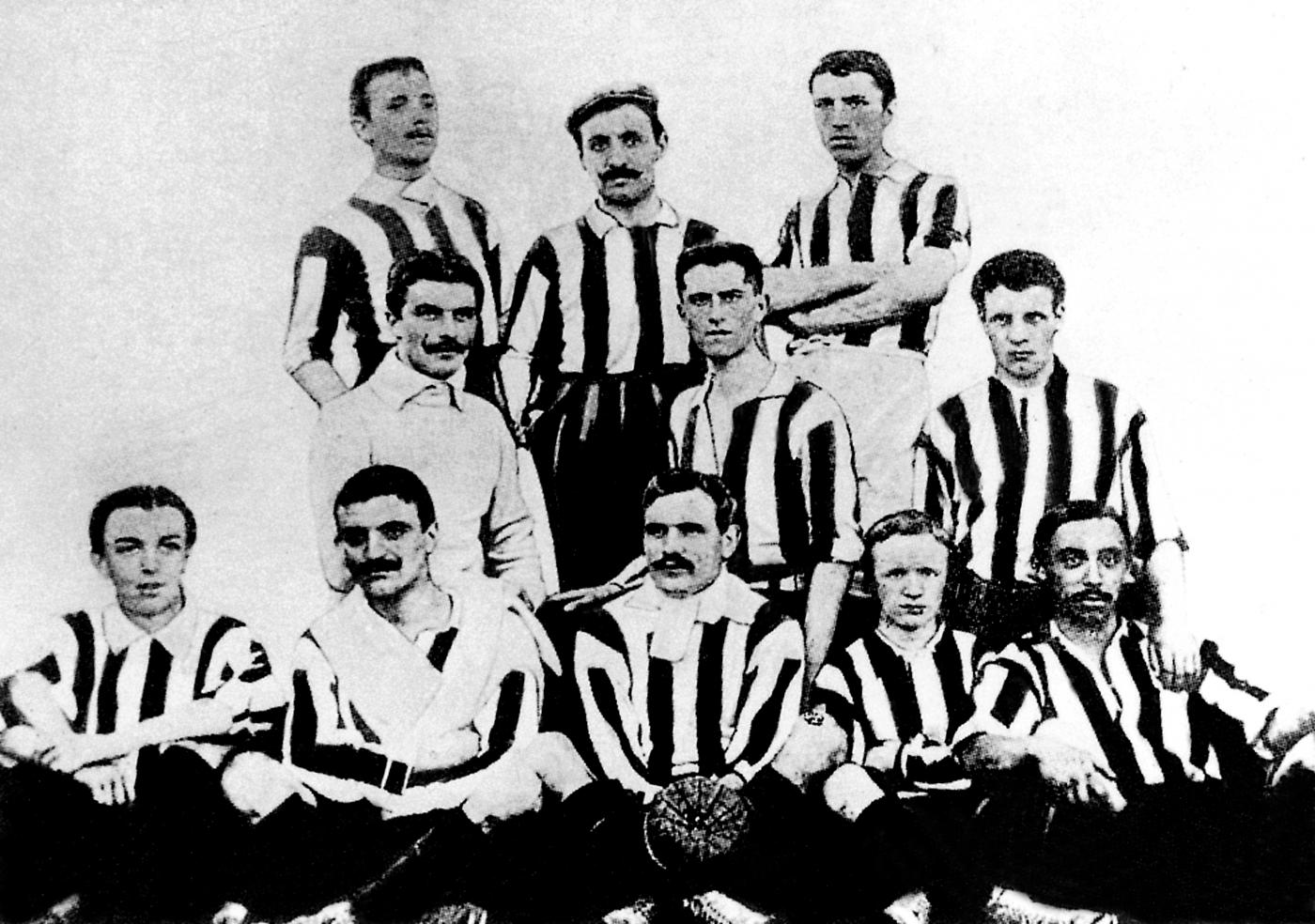
يوفنتوس بطل لإيطاليا لأول مرة عام 1905

أراد الاتحاد تنظيم بطولتين مختلفتين من أجل السماح للأندية الأضعف - المكونة فقط من لاعبين إيطاليين - بالفوز باللقب الوطني، وإقصاء الأندية الكبيرة في وقت واحد، والتي تتكون في الغالب لاعبين أجانب أقوى في منافسة صغيرة للحصول على «جائزة ترضية». انسحبت غالبية الأندية الكبرى من كلتا البطولتين للاحتجاج على السياسة الاستبدادية للاتحاد. فاز يوفنتوس بالبطولة الفيدرالية ضد دوريا، بينما فاز برو فرشيلي بالبطولة الإيطالية 1908 وكوبا بوني بفوزه على يوفنتوس ودوريا وميلانيسي. ومع ذلك، فإن البطولة الفيدرالية التي فاز بها يوفنتوس تم نسيانها لاحقًا من قبل الاتحاد، بسبب مقاطعة الأندية المنشقة.
في موسم 1909، تم تنظيم بطولتين مختلفتين مرة أخرى، مع كأس أوبيرتي بدلاً من كوبا سبينسلي للبطولة الفيدرالية. هذه المرة، قررت غالبية الأندية الكبرى الانسحاب فقط من البطولة الإيطالية، من أجل جعل المنافسة الفيدرالية هي البطولة الأكثر قوة، وتقليص البطولة الإيطالية. وفاز بالبطولة الفيدرالية برو فرشيلي، بفوزه على نادي ميلان في النهائي، بينما فاز يوفنتوس بالبطولة الإيطالية، وتغلب مرة أخرى على نادي ميلان في النهائي. ومع ذلك، نجحت إستراتيجية المنشقين: فشل البطولة الإيطالية التي فاز بها يوفنتوس أجبر الاتحاد الإيطالي لكرة القدم لاحقًا على الاعتراف بالأبطال الفيدراليين باسم «ابطال إيطاليا 1909»، متخليًا عن البطولة الأخرى.
تم تعديل التنسيق لموسم 1909-10 والذي تم لعبه في شكل دوري. وشاركت تسعة أندية في اللعب على أرضها وخارجها. لم يتم إلغاء الانقسام بين البطولات الفيدرالية والإيطالية تمامًا، لأنه مع توحيد هذه البطولات، تقرر للمرة الأخيرة تخصيص لقبين في نهاية الموسم.

### سنوات 1990

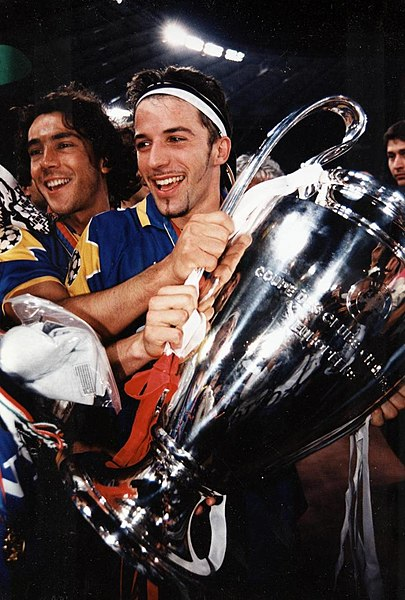
ديل بييرو حاملاً كأس بطولة دوري أبطال أوروبا 1996

كانت التسعينيات عقدًا آخر لا يُنسى لكرة القدم الإيطالية، افتتحته المنتخب الإيطالي بكأس العالم 1990، التي أقيمت في إيطاليا وفازت بها ألمانيا الغربية في المباراة النهائية ضد الأرجنتين، حيث حل المنتخب الإيطالي في المركز الثالث. والنصر الذي حققته الأندية الإيطالية، في نفس الموسم مثل جميع البطولات الدولية الرسمية: حقق إيه سي ميلان بقيادة أريغو ساكي بطولات دوري الأبطال وكأس السوبر الأوروبي وكأس الانتركونتيننتال؛ فاز سامبدوريا بكأس الكؤوس بفوزه على أندرلخت. فاز يوفنتوس بكأس الاتحاد الأوروبي على فيورنتينا، في أول نهائي إيطالي بالكامل في نهائي كأس أوروبي.
سامبدوريا بقيادة باولو مانتوفاني، وبمساهمات لاعبيه جيانلوكا فيالي وروبرتو مانشيني، فاز أيضًا بالدوري الإيطالي في عام 1991، وخسر أمام برشلونة في نهائي كأس أوروبا. في عام 1991 أيضًا، فاز إنتر بقيادة جيوفاني تراباتوني بكأس الاتحاد الأوروبي، وهزم روما في النهائي. في 1994، فاز إيه سي ميلان علي برشلونة بنتيجة 4-0 ليفوز بكأس الآوروبية للمرة الخامسة. في 1995، خسر إيه سي ميلان الكأس لصالح أياكس أمستردام. في 1996، انتهت المباراة بين يوفنتوس وأياكس أمستردام بنتيجة التعادل 1–1 بالرغم من تمديدها لأشواط إضافية، وتم اللجوء إلى ركلات الترجيح لتحديد البطل والتي حسمها يوفنتوس 4–2 لصالحه ليكون اللقب الثاني له بتاريخ المسابقة.
في تلك السنوات، ظهر بارما الذي ينتمي إلى عائلة تانزي أيضًا ضمن نخبة كرة القدم الإيطالية وتمكن من الفوز بأول كأس إيطاليا له في عام 1992، وتلاه بالفوز كأس الكؤوس في عام 1993، بفوزه على رويال أنتويرب في النهائي. وفاز أيضاً بالدوري الأوروبي 1995و1999.
لكن السيادة في الجزء الأول من العقد كانت من نصيب أيه سي ميلان ومالكه برلسكوني بقيادة فابيو كابيلو الذي تولى المسؤولية بدلاً من ساكي. فاز أيه سي ميلان بأربعة ألقاب للدوري في خمس سنوات، كما تنافس في نهائيات دوري أبطال أوروبا ثلاث مرات متتالية: فاز عام 1994، وخسر في 1993 و1995 على التوالي ضد مرسيليا في ميونيخ وأياكس في فيينا.
وصل المنتخب الوطني، مع أريجو ساكي كمدرب، إلى نهائي كأس العالم 1994 بالولايات المتحدة، حيث خسر بركلات الترجيح أمام البرازيل، بعد إنتهاء المبارة بنتيجة 0-0 في الوقت الأصلي. ومع ذلك، سيُذكر هذا العقد أيضًا بالانتصارات الثلاثة المتتالية للمنتخب الإيطالي تحت 21 عامًا، الذي يدربه تشيزاري مالديني، في البطولة الأوروبية للفئة سنوات 1992، 1994، 1996.
النصف الثاني من التسعينيات أُطلق عليه ما يسمى بـ «الأخوات السبع» (فيورنتينا، إنتر، يوفنتوس، لاتسيو، ميلان، بارما وروما). يوفنتوس مرة أخرى تصدر كرة القدم الإيطالية، مع ظهور النجم الجديد أليساندرو ديل بييرو والفرنسي زين الدين زيدان، معاً سيفوزان بثلاثة ألقاب في الدوري، وكأسي إيطاليا، ولعب يوفنتوس أيضًا ثلاث نهائيات متتالية في دوري أبطال أوروبا. مع فوز وحيد في 1996 بعد التغلب على أياكس في روما بركلات الترجيح. كما سيؤدي الفوز بدوري أبطال أوروبا إلى الفوز بكأس السوبر الأوروبي وكأس الانتركونتيننتال. إنتر برئاسة ماسيمو موراتي وقع مع «الظاهرة» رونالدو من برشلونة في أغلى صفقة في تاريخ كرة القدم وقتها، وخسر كأس الاتحاد الأوروبي عام 1997. وفي العام التالي فاز بالكأس متغلبًا على لاتسيو في النهائي في باريس. لاتسيو بقيادة زفن غوران إريكسون فاز بكأس إيطاليا وكأس السوبر الإيطالي عام 1998، وفي عام 1999 فاز بالنسخة الأخيرة من كأس الكؤوس.
فيورنتينا بعدما وقع مع عمر باتيستوتا وصانع الألعاب روي كوستا، فاز بكأس إيطاليا في عام 1996، وكأس السوبر الإيطالي. أيه سي ميلان، الذي دربه ألبيرتو زاكيروني في 1999، فاز بلقب الدوري الإيطالي الأخير في القرن.

### سنوات 2000
بدأت الألفية الجديدة مع بفوز لاتسيو وروما بلقبي بطولة الدوري الإيطالي. واختتم لاتسيو الموسم بقيادة سيرجيو كراجنوتي سلسلة الانتصارات التي بدأت في الموسم السابق بالفوز بالبطولة وكأس إيطاليا وكأس السوبر الإيطالي في نفس العا، بينما تعاقد مالك روما فرانكو سينسي مع فابيو كابيلو. في موسم إنتهب بالفوز باللقب وكأس السوبر في الموسم التالي.

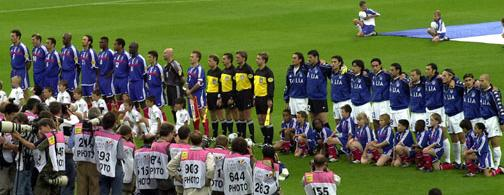
تشكيلة المنتخب الإيطالي في نهائي يورو 2000

وصلت المنتخب الوطني بقيادة دينو زوف، في بطولة أمم أوروبا عام 2000، إلى النهائي ضد فرنسا، حيث ظلوا متقدمين أغلب فترات المباراة لكن منتخب فرنسا نجح في تحقيق التعادل في نهاية المبارة، والفوز لالهدف الذهبي في الوقت الإضافي.

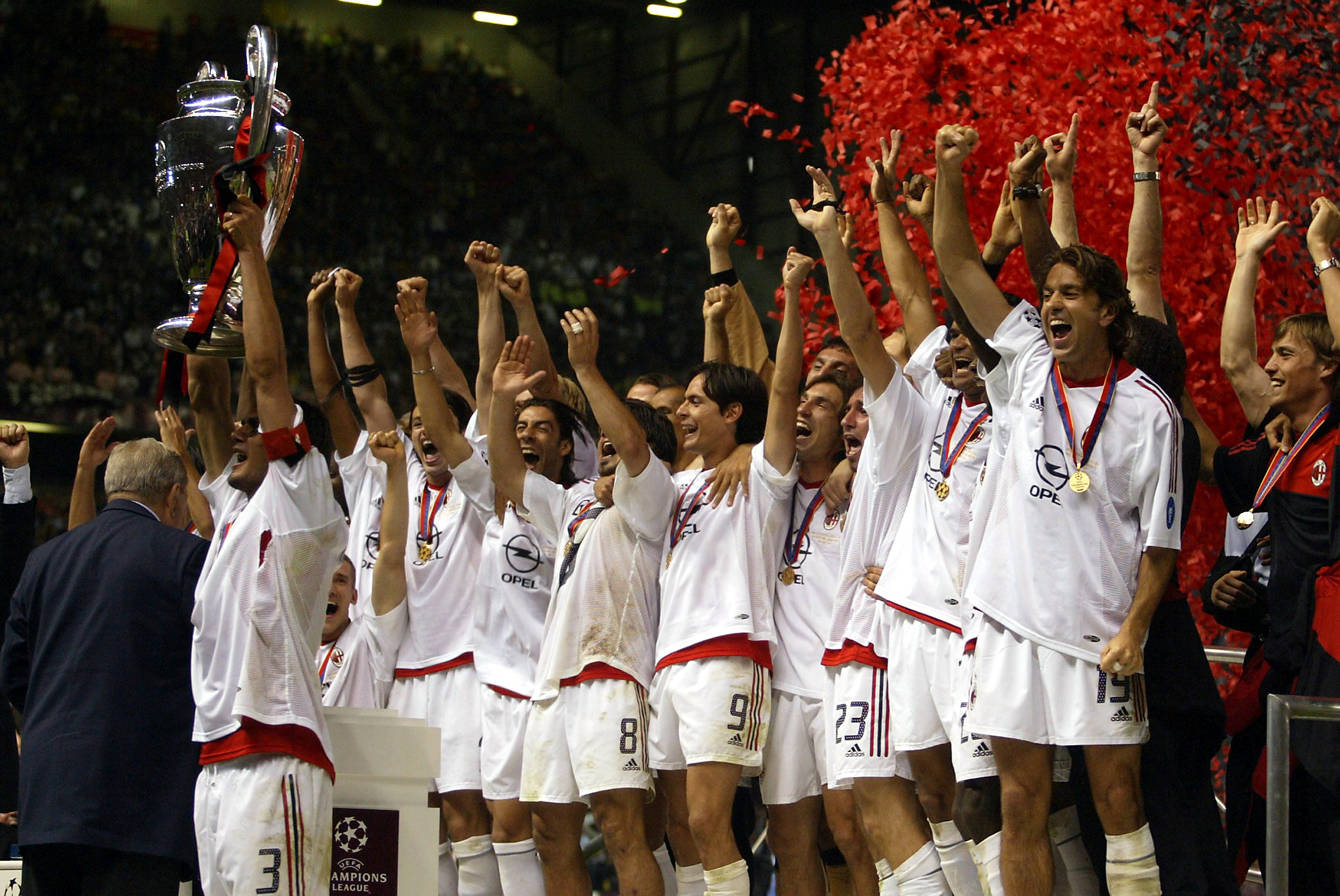
ميلان يحتفل بلقب أوربا بعد التغلب على يوفنتوس بركلات الترجيح في نهائي دوري أبطال أوروبا

في الدوري، عادت كلاسيكو يوفنتوس وميلان إلى الظهور. وفاز يوفنتوس بقيادة مارشيلو ليبي ببطولتي دوري إيطالي بينما فاز إيه سي ميلان بقيادة المدرب كارلو أنشيلوتي ببطولة واحدة. في عام 2003، أقيم أول نهائي بين فريقين إيطالين بالكامل من دوري أبطال أوروبا في مانشستر، حيث فاز فريق إيه سي ميلان بضربات الجزاء ضد يوفنتوس. كما أدى هذا الانتصار إلى فوز الروسونيري في كأس السوبر الأوروبي. الغريب أنه في نفس العام التقى الفريقان مرة أخرى في كأس السوبر الإيطالي، وانتهى بهما بركلات الترجيح مرة أخرى، لكن فاز يوفنتوس باللقب.
قاد جيوفاني تراباتوني المنتخب الوطني فترة أربع سنوات: في كأس العالم 2002، تم إقصاء إيطاليا من دور الـ16 من قبل كوريا الجنوبية، مع الجدل الكبير الذي سببه الحكم الإكوادوري بايرون مورينو؛ في بطولة أوروبا 2004، تم إقصاء إيطاليا من الجولة الأولى، وفي هذه الحالة أيضًا مع وجود شكوك بسبب مباراة الدنمارك والسويد التي انتهت بالنتيجة الوحيدة 2-2. مما ضمن لكليهما من التأهل إلي الدور التالي على حساب إيطاليا. في ذلك الموسم، أعاد فريق كرة القدم الأولمبي بقيادة كلاوديو جنتيلي إيطاليا إلى منصة التتويج بعد ثمانية وستين عامًا من برلين 1936، حيث ظفر بالميدالية البرونزية في أثينا عام 2004.
في البطولة المحلية، استمرت المنافسة بين يوفنتوس وميلان على التوالي، حيث فاز بالكرة الذهبية بافيل نيدفيد وأندريه شيفشينكو في المواسم الثلاثة التالية، مع بطولة دوري فاز بها أيه سي ميلان واثنان من قبل يوفنتوس بقيادة فابيو كابيلو، لكن المنافسة توقف في عام 2006 بسبب فضيحة «كالشيوبولي»، والتي أدت إلى هبوط مثير ليوفنتوس إلى دوري الدرجة الثانية (مع إلغاء البطولتين). بالنسبة لميلان ولاتسيو وفيورنتينا، تم خصم نقاط.

تتويج إيطاليا بكأس العالم 2006

بينما احتدمت فضيحة الكالشوبولي في إيطاليا، فاز المنتخب الوطني بقيادة مارتشيلو ليبي، بلقبه العالمي الرابع بفوزه بكأس العالم 2006 في ألمانيا. بعد اجتيازه في مرحلة المجموعات غانا والولايات المتحدة والتشيك وفي مرحلة خروج المغلوب أستراليا وأوكرانيا، واجهوا بعدها ألمانيا في نصف النهائي في دورتموند، وفازوا 2-0. في النهائي ضد فرنسا، بعد إنتهاء الوقت الأصلي 1-1، تم طرد الفرنسي زين الدين زيدان برأسية أمام ماركو ماتيرازي. في ركلات الترجيح وبعد إهدار الفرنسي ديفيد تريزيغيه لركلته، كانت ركلة الجزاء الخامسة التي سددها فابيو غروسو حاسمة، ومنح إيطاليا اللقب. في نهاية العام، فاز القائد فابيو كانافارو، بجائزة الكرة الذهبية.
تسببت تأثيرات الكالشيوبولي في صدمة قوية في الدوري الإيطالي، حيث بدأ إنتر سلسلة من النجاحات، حيث فاز بثلاثة ألقاب دوري متتالية تحت قيادة روبرتو مانشيني. لم ينافس إنتر في إيطاليا إلا روما، الذي فاز فقط بكأس إيطاليين وكأس السوبر، في حين فاز فريق ميلان في عام 2007 بدوري أبطال أوروبا السابع، ضد ليفربول وكأس السوبر الأوروبي وكأس العالم للأندية.
في 2010، بقيادة جوزيه مورينيو، فاز إنتر ميلان بالثلاثية الأولى في تاريخ الكرة الإيطالية (دوري أبطال أوروبا، والدوري الإيطالي، وكأس إيطاليا)، تاركًا القيادة الفنية في الموسم التالي للمدرب رافا بينيتيز، الذي أضاف كأس السوبر الإيطالي وكأس العالم للأندية، لخماسية إنتر. كان عام 2011 آخر ألقاب الإنتر التي فاز بها تحت رئاسة ماسيمو موراتي.

### سنوات 2010

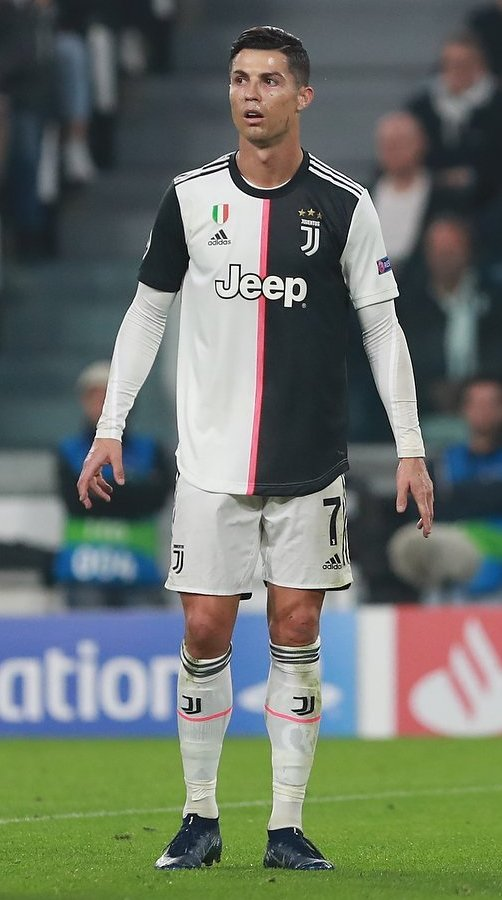
كريستيانو رونالدو بقميص يوفنتوس

في العقد الجديد، حصل ميلان على لقب السكوديتو الأخير تحت ملكية سيلفيو برلسكوني.
في عام 2012، بدأت هيمنة أندريا أنييلي مع يوفنتوس، الذي حقق جميع ألقاب الدوري التسعة المتتالية المتبقية في العقد، من 2012 إلى 2020، والتي أضاف إليها أيضًا أربع كؤوس إيطالية متتالية. وأربعة كؤوس سوبر إيطالية، تحت قيادة أنطونيو كونتي لمدة ثلاثة مواسم وخمسة مواسم تحت قيادة ماسيميليانو أليغري. في نفس الفترة، فقط نابولي بقيادة أوريليو دي لورينتيس ولاتسيو بقيادة كلاوديو لوتيتو كانا قادرين على الفوز بكأسين إيطاليين لكل منهما. على الصعيد الدولي، كان الحد الأقصى الذي حققه يوفنتوس هو الوصول إلي نهائي دوري أبطال أوروبا مرتين، خسر في 2015 ضد برشلونة في برلين وفي 2017 ضد ريال مدريد في كارديف. نجح يوفنتوس علي الحصول علي توقيع البرتغالي كريستيانو رونالدو في صيف 2018.
بالنسبة للمنتخب الإيطالي، في كأس العالم جنوب أفريقيا 2010، تحت قيادة مارتشيلو ليبي مرة أخري، والبرازيل 2014، تحت قيادة تشيزاري برانديلي، تم إقصاء المنتخب الوطني في كلتا المناسبتين في الجولة الأولى. ومع ذلك، تخلل البطولتين بطولة أوروبية جيدة في 2012، وخسارة في المباراة النهائية أمام إسبانيا 4-0، والحصول علي المركز الثالث في كأس القارات 2013، بالفوز على أوروغواي بركلات الترجيح. تم الحصول على كلا النتيجتين تحت قيادة برانديلي. حتى بطولة أوروبا 2016 شهد المنتخب الوطني أداء جيد بقيادة أنطونيو كونتي، والذي لم يترجم ذلك أي بالحصول علي أي بطولة، بسبب الإقصاء في ربع نهائي بطولة أمم أوروبا 2016. ومع ذلك، كانت أسوأ النتائج في الجزء الأخير من العقد، حيث غاب المنتخب الوطني الذي يدربه جيامييرو فينتورا عن التأهل لكأس العالم 2018، مع الإقصاء من السويد في المباريات الفاصلة. تم تكليف روبرتو مانشيني بإعادة بناء الفريق الوطني.
انتهى العقد بالبطولة التاسعة على التوالي ليوفنتوس بقيادة ماوريسيو ساري، لكن الموسم دخل التاريخ بسبب جائحة فيروس كورونا، أجبر البطولة على التوقف لمدة ثلاثة أشهر وتنتهي في ذروة الصيف. في نفس الموسم، وصل إنتر الذي يدربه أنطونيو كونتي إلى نهائي الدوري الأوربي، وخسر أمام إشبيلية الإسباني، لكنه أعاد الفرق الإيطالية إلى نهائي إحدى المسابقات الأوروبية بعد ثلاث سنوات من الغياب.

### سنوات 2020

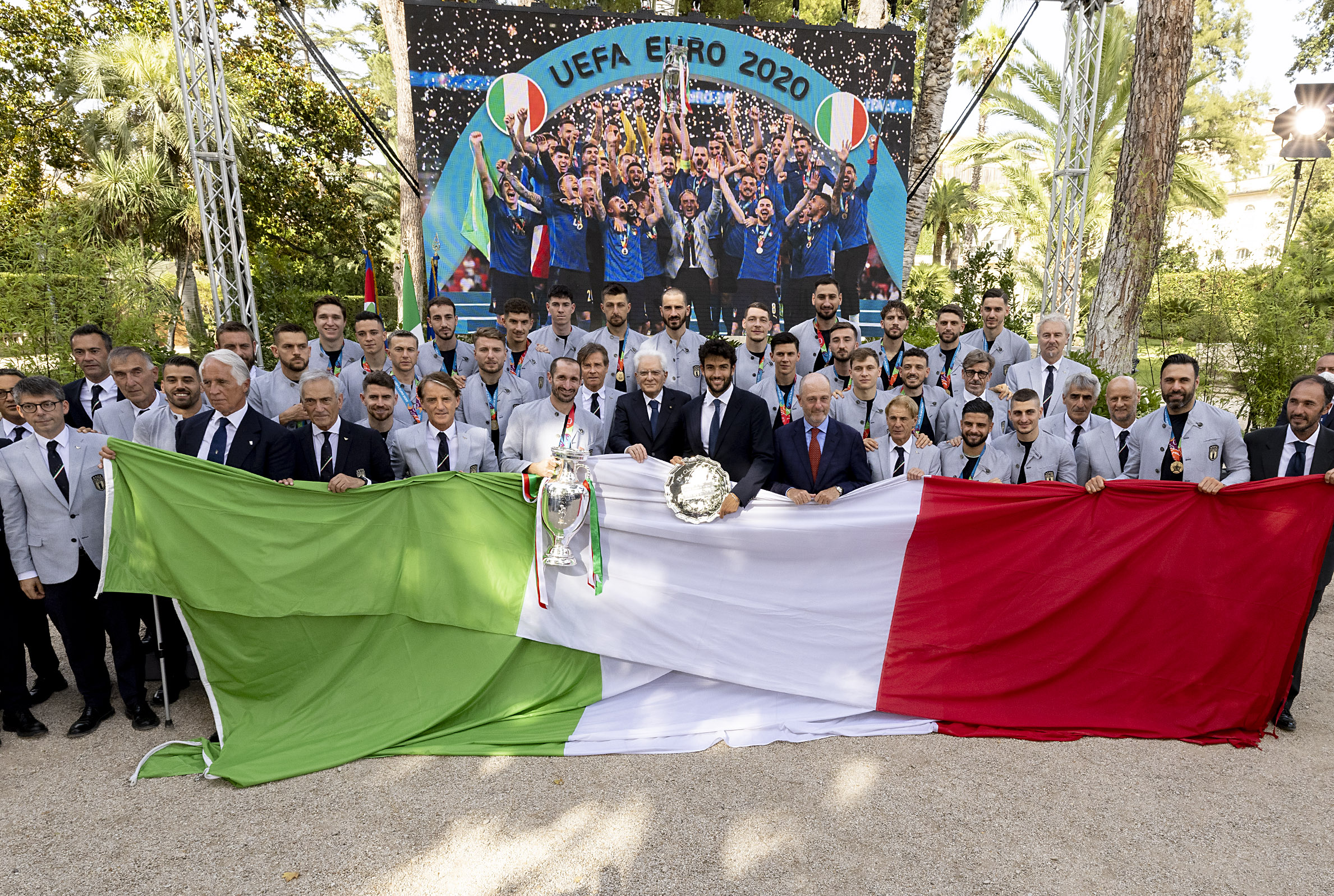
احتفالات إيطاليا بفوزها باللقب الأوروبي الثاني (يوليو 2021)

في موسم 2020-2021، كان إنتر ميلان هو من كسر سيطرة يوفنتوس المتتالية علي الدوري الإيطالي، وفاز باللقب التاسع عشر في تاريخه  والأول تحت ملكية عائلة تشانغ، التي أصبح أول عائلة مالكة أجنبية تفوز بالبطولة الإيطالية.
أيضًا في عام 2021، بسبب التأجيل لمدة عام بسبب جائحة فيروس كورونا، عاد المنتخب الإيطالي للرجال إلى النجاح في إحدى البطولات الدولية الكبرى. افتتح الأزوري، بقيادة روبرتو مانشيني، بطولة أوروبا 2020 في أوليمبيكو في روما بفوزه على تركيا 3-0، وتابعوا الفوز علي سويسرا وويلز. بعد فوزهم على النمسا وبلجيكا وإسبانيا في الأدوار الإقصائية، واجهوا إنجلترا المُضيفة في المباراة النهائية على ملعب ويمبلي. بعد التعادل 1-1 في الوقت الأصلي، فاز المنتخب الإيطالي بالمباراة 3-2 بركلات الترجيح، وفاز المنتخب الإيطالي بلقب بطل أوروبا للمرة الثانية.

## البطولات الدولية
أُقيمت أول مسابقة وطنية نظمها الاتحاد الإيطالي للجمباز في عام 1896 وفاز بها فريق نادي أودينيزي في عام 1897، نظم الاتحاد بطولة وطنية ثانية للجمباز لكرة القدم وفاز بها نادي تورينيزي. في عام 1898، تم تشكيل الاتحاد الإيطالي لكرة القدم وتم تنظيم أول بطولة وطنية، مع منافسات ومباريات الفاصلة. تعتبر هذه أول بطولة وطنية لكرة القدم وفاز بها نادي جنوى.

## المنتخب الوطني
يُعد المنتخب الإيطالي لكرة القدم، المسمى الأزوري أو الفريق الأزرق لقمصانه الزرقاء، ثاني أكثر الفرق الوطنية نجاحًا في العالم. خلال السبعينيات إلى أوائل التسعينيات، اشتهرت إيطاليا بطريقة لعب الكاتيناتشو، مما أنتج سلسلة طويلة من المدافعين العالميين مثل فيرجينيو روزيتا، وبيترو رافا، وكارلو بارولا، وجياسينتو فاكشيتي، وأرماندو بيتشي، وجايتانو سيريا، وأنطونيو كابريني، وكلاوديو جينتيلي، وفرانكو باريزي، وجوزيب بيرجومي، وباولو مالديني، وأليساندرو نيستا، وفابيو كانافارو، وأندريا بارزالي، وليوناردو بونوتشي، وجورجيو كيليني، وليوناردو سبيناتسولا.
تشمل الإنجازان ما يلي:
| البطولة                   | الأول | الثاني | الثالث | إجمالي |
| ------------------------- | ----- | ------ | ------ | ------ |
| كأس العالم                | 4     | 2      | 1      | 7      |
| الألعاب الأولمبية الصيفية | 1     | 0      | 2      | 3      |
| بطولة أمم أوروبا          | 2     | 2      | 1      | 5      |
| كأس القارات               | 0     | 0      | 1      | 1      |
| كأس أوروبا الوسطى الدولية | 2     | 2      | 0      | 4      |
| إجمالي                    | 9     | 6      | 5      | 20     |

### فرق أبطال العالم
- تشكيلة كأس العالم 1934
- تشكيلة كأس العالم 1938
- تشكيلة كأس العالم 1982
- تشكيلة كأس العالم لكرة القدم 2006

### فرق أبطال أوروبا
- تشكيلة بطولة أمم أوروبا 1968
- تشكيلة بطولة أمم أوروبا 2020

## المسابقات الأوروبية للأندية
12 كأسًا أوروبية فازت بها الأندية الإيطالية في 28 نهائيًا (الثالثة خلف إسبانيا وإنجلترا).
- فازت بـ 7 من كؤوس كأس الاتحاد الأوروبي لكرة القدم في 11 نهائيًا (أولها إنجلترا بنتيجة 8/13)
- فازت بـ 9 من كؤوس كأس الكؤوس الأوروبية في 15 نهائيًا (ثانيًا خلف إسبانيا).
- فازت بـ 9 كؤوس من كأس السوبر الأوروبي فازت في 12 نهائيًا (الثانية خلف إسبانيا)
- فازت بـ 9 من بطولات إنتركونتيننتال / كأس العالم للأندية (الثالثة خلف إسبانيا والبرازيل)

في المجموع:
- إيطاليا، 46 كأسًا و 66 نهائيًا (الثانية خلف إسبانيا).

### دوري أبطال أوروبا
وصلت الفرق التالية إلى نهائي كأس أوروبا / دوري أبطال أوروبا.
- إنتر ميلان (1963–64 - بطل، 1964–65- بطل، 1966–67- الوصيف، 1971–72- الوصيف، 2009–10- بطل ، 22–2023- الوصيف)
- فيورنتينا (1956–57- الوصيف)
- إيه سي ميلان (1957–58- الوصيف، 1962–63- البطل، 1968–69- البطل، 1988-89- البطل، 1989-90- البطل، 1992–93- الوصيف، 1993–94- البطل، 1994- 95 - الوصيف، 2002-2003 - البطل، 2004-05 - الوصيف، 2006-07 - البطل)
- يوفنتوس (1972–73 - الوصيف، 1982–83- الوصيف ،1984–85- البطل، 1995–96- البطل، 1996-97- الوصيف، 1997-98- الوصيف، 2002–03 الوصيف، 2014-15 - الوصيف، 2016-17 - الوصيف)
- روما (1983-84 - الوصيف)
- سامبدوريا (1991-1992 - الوصيف)